# عدم المساواة في الدخل في ماليزيا

رسم بياني لتفاوت الدخل في ماليزيا 2004.

عدم المساواة في الدخل في ماليزيا وفقًا لتقرير التنمية البشرية لعام 1997 لبرنامج الأمم المتحدة الإنمائي، وتقرير الأمم المتحدة للتنمية البشرية لعام 2004، يوجد في ماليزيا أعلى تفاوت في الدخل بين الأغنياء والفقراء في جنوب شرق آسيا، أكبر من الفلبين وتايلاند وسنغافورة وفيتنام وإندونيسيا.
يوضح تقرير برنامج الأمم المتحدة الإنمائي أن أغنى 10٪ في ماليزيا يسيطرون على 38.4٪ من الدخل الاقتصادي مقارنة بأفقر 10٪ الذين يسيطرون على 1.7٪ فقط. ومع ذلك ووفقًا للإحصاءات الرسمية لدائرة رئيس الوزراء الماليزي، فإن عدم المساواة آخذ في التناقص بشكل مطرد منذ عام 1970، مع انخفاض معامل جيني إلى أدنى مستوى له على الإطلاق عند 0.40 في عام 2014.